# Shaolin templom (film, 1976)
A Shaolin templom (eredeti cím: Shao Lin si) 1976-ban bemutatott hongkongi harcművészeti film, amely a Saolin kungfuval foglalkozik. A filmet a Shaw Brothers gyártotta.

## Cselekmény
Fang Shih Yu néhány barátjával az egyik Shaolin templom bejárata előtt várakozik és abban reménykednek, hogy bebocsátást nyerhetnek a híres kolostorba, ahol majd elsajátíthatják a harcművészetet. Napok telnek el, de még mindig nem engedtek be senkit, ezért sokan haza is mentek, néhányan meg a próbákon buktak el, de Fang a barátaival felvételt nyert. A templomban munkára fogják őket, és a munka közben olyan apró harcművészeti elemeket tanulnak meg, amiket a későbbiek folyamán majd felhasználhatnak a test-test elleni küzdelmekben.
A templom falai közt nagy a nyugtalanság, mert a kormány minden áron földig akarja rombolni. Ráadásul belülről is súg nekik valaki, és a harc napján nyitva hagyja a főbejárati kaput.

## Szereplők
- Sheng Fu
- David Chiang
- Lung Wei Wang
- Kuan-Chun Chi
- Sheng Chiang
- Szu Shih